# Dose minimale infectante
 (décembre 2019).
Si vous disposez d'ouvrages ou d'articles de référence ou si vous connaissez des sites web de qualité traitant du thème abordé ici, merci de compléter l'article en donnant les références utiles à sa vérifiabilité et en les liant à la section « Notes et références ».
Pour les articles homonymes, voir DMI.
La notion de dose minimale infectante (DMI) a été utilisée traditionnellement pour les bactéries contaminant les aliments qui provoquent une infection dans ou à partir du tube digestif. La DMI était définie comme la quantité de bactéries ingérées (la dose) à partir de laquelle une pathologie est observée chez le consommateur.
On trouve ainsi dans les manuels des exemples comme celui-ci :

« Pour provoquer des troubles gastro-entériques, l’aliment doit contenir plus de 105 Salmonella par gramme. »

Or, dans une telle formulation, on voit immédiatement une inexactitude : pour connaître la dose ingérée, la concentration ne suffit pas. Il faut aussi connaître la masse de la portion :
Dose (nombre de bactéries) = concentration (nombre de bactéries par gramme) x masse (grammes)
Néanmoins, cette formulation a servi de base de raisonnements fort utiles pour établir les concentrations maximales autorisées par les critères microbiologiques réglementaires destinés à protéger la santé des consommateurs. Ainsi en 1992, comme les épidémies causées jusqu’alors par Listeria monocytogenes n’avaient impliqué que des aliments contenant plus de mille cellules de L. monocytogenes par gramme, les législateurs des deux côtés de l’Atlantique – en gardant une marge de sécurité – fixèrent à 100 L. monocytogenes par gramme la concentration maximale à respecter dans les aliments où cette bactérie ne peut pas se développer.

## Relation dose-effet et relation dose-réponse
La notion de relation dose-réponse s’est imposée avec le développement à partir de 1995 d’une discipline scientifique nouvelle dans le domaine de la sécurité sanitaire des aliments, l’appréciation quantitative des risques.
Une bactérie infectieuse présente dans un aliment peut causer des troubles de santé : diarrhée, vomissement, septicémie, méningite, avortement, maladie de Guillain-Barré, décès, etc. Quand la dose augmente, la gravité des effets pathologiques augmente, et on peut souvent établir une « relation dose-effet ». Par exemple, plus la dose de Salmonella augmente plus la diarrhée survient tôt après ingestion et plus elle est éprouvante.
Or, parmi les personnes ayant ingéré une même dose, toutes ne sont pas affectées. On appelle réponse la proportion de personnes affectées. La relation dose-réponse, pour un effet donné (p.ex. diarrhée) est donc la relation entre la dose et la probabilité de subir cet effet. Quand la réponse est inférieure à environ 10 %, on observe qu’il existe une relation strictement proportionnelle entre la dose et la réponse :
Probabilité de l’effet considéré ≈ r x dose
Il ne faut pas confondre la relation dose-effet et la relation dose-réponse.

## Conséquences
L’existence de cette relation a une première conséquence importante : le facteur de proportionnalité, symbolisé par la lettre r, correspond précisément à la probabilité de l’effet considéré quand la dose est égale à une cellule bactérienne. Il en résulte que la dose minimale infectante est exactement égale à une cellule bactérienne : on est loin de la notion traditionnelle rappelée au début de cet article.
La proportionnalité a une deuxième conséquence, qui saute aux yeux : quand la dose est divisée par dix, la probabilité d’observer l’effet considéré est lui aussi divisé par dix.
Et elle a une troisième conséquence, qui ne saute pas aux yeux : il s’agit d'une relation sans seuil. Bien entendu, si une portion d’aliment ne contient pas la bactérie, il n’y aura pas d’effet. Mais dans la pratique industrielle, tout est fait pour réduire la probabilité qu’une portion contienne la bactérie. On trouve donc sur le marché des aliments dont, p.ex. seule une portion sur cent est contaminée. La probabilité de l’effet considéré est alors r/100. Si une portion sur dix mille est contaminée, la probabilité passe à r/10.000, et ainsi de suite. La droite représentant la relation peut donc être prolongée vers moins l’infini : il n’y a pas de seuil.
Pour les lecteurs habitués à la notion de D50 (dose provoquant l’effet considéré chez 50 % des consommateurs exposés au danger considéré), signalons que dans la plupart des cas, la relation suivante s’applique :
D50 = - Ln(0,50)/ r ≈ 0,7/ r

## Comparaisons
Pour comparer entre elles les relations dose-réponse pour différents effets provoqués par une même bactérie, ou pour le même effet provoqué par différentes bactéries, on peut bien entendu comparer directement les valeurs de r. Toutefois, l’expérience montre qu’il peut être plus facile pour l’esprit de comparer les doses causant l’effet considéré chez 50 % ou chez 1 % des consommateurs. Voici quelques valeurs de D1 (dose provoquant l’effet considéré chez 1 % des consommateurs exposés au danger considéré)  :
- Escherichia coli EHEC, syndrome hémolytique et urémique chez les enfants de moins de 6 ans : 8,4 cellules bactériennes ;
- Escherichia coli EHEC, syndrome hémolytique et urémique chez les enfants de 6 à 14 ans : 41,9 cellules bactériennes ;
- Listeria monocytogenes, listériose grave dans la population générale : 4,2 × 1011 cellules bactériennes ;
- Listeria monocytogenes, listériose grave dans la population sensible : 9,5 × 109 cellules bactériennes.

Ces exemples mettent en évidence deux choses importantes :
1. D1 et r dépendent non seulement de la bactérie et de l’effet considéré, mais aussi de l'appartenance à des catégories de consommateurs sensibles à la maladie (L'ANSES classe dans les populations sensibles "les personnes ayant une probabilité plus forte que la moyenne de développer, après exposition au danger par voie alimentaire, des symptômes de la maladie, ou des formes graves de la maladie) ; il y a donc autant de courbes dose-réponse que d'agents pathogènes, d'effet sur la santé et de sensibilité des personnes exposées ;
2. pour les bactéries des exemples ci-dessus, les ordres de grandeur des valeurs de D1 sont profondément différents. Les pratiques d’hygiène et les mesures de maîtrise que les acteurs des filières alimentaires doivent mettre en œuvre contre ces bactéries ne sont donc pas comparables.

## Gestion du risque
On peut avoir l’impression que, si la contamination des aliments par une bactérie pathogène est faible et peu fréquente, le risque de tomber malade est tel qu'il n’y aura pas de problème de santé publique. Une telle vue est incomplète : certes, le fait de consommer une dose faible de cette bactérie est associé à une probabilité faible de maladie. Mais cette probabilité n’est pas nulle. C’est ce qui explique les cas sporadiques que l’on observe dans la population. Et c'est aussi ce qui explique qu'il n'existe pas de concentration en dessous de laquelle il n'y aura pas d'épidémie.

## Bactéries toxinogènes
Il était question dans ce qui précède de bactéries contaminant les aliments qui provoquent une infection dans ou à partir du tube digestif. D’autres bactéries transmises par les aliments peuvent causer des maladies en produisant des toxines. Il ne s’agit plus d’infection, mais d’intoxination. Parmi ces bactéries, certaines ne synthétisent une toxine que quand leur concentration dans l’aliment avant son ingestion dépasse un seuil. On dit qu’elles sont sensibles au quorum. C’est le cas de Staphylococcus aureus et de Bacillus cereus, par exemple. La notion de DMI ne s’applique pas à elles, mais il existe bien une concentration (non une dose) en dessous de laquelle elle ne constituent pas un danger pour la santé du consommateur.